# 浅尾豊一
浅尾 豊一（あさお とよいち、旧姓・辰馬、1875年〈明治8年〉5月8日 - 1941年〈昭和16年〉12月25日）は、日本の実業家。族籍は兵庫県平民。

## 人物
兵庫県人・辰馬悦蔵の二男。辰馬悦蔵のおじ。辰馬吉左衛門の弟。辰馬鎌藏の養兄。諸会社の重役として知られる。夙川土地、辰馬本家酒造、辰馬商会、井上酒造、西宮運送、台湾オフセット印刷各社長、西宮鉱業、太平洋海上火災保険、辰馬商会、辰馬海上火災保険、辰馬汽船各取締役、萬歳酒造相談役などをつとめる。住所は兵庫県西宮市千歳町。

## 家族・親族
浅尾家
- 養父・市郎助[3][4]
- 妻・よし（1880年 - ?、兵庫士族、中島成教の四女）[1][3]
- 二女・富貴子（1904年 - ?、東京府の山縣家を嗣ぎ、兵庫県人辰馬卯一郎の五男勝見を夫に迎える）[6]
- 孫[8]

親戚
- 甥・3代辰馬悦蔵（辰馬悦蔵商店社長）
- 兄・辰馬吉左衛門（辰馬海上火災保険社長）
- 養弟・辰馬鎌藏（土木技術者、内務技監）
- 義父・中島成教（阪神電気鉄道取締役）
- 二女の夫・山縣勝見（辰馬商会社長） - 萬歳酒造専務取締役辰馬夘一郎の実弟である。